# Piet Dickentman
Pieter Casper Johan "Piet" Dickentman (Amesterdão, 4 de janeiro de 1879 – Amesterdão, 7 de outubro de 1950) foi um ciclista neerlandês que correu durante as duas primeiras décadas do século XX e que foi profissional entre 1896 e 1900. Especializou-se no ciclismo em pista, concretamente em meio fundo, onde conseguiu três medalhas, uma delas de ouro, aos Campeonatos do mundo do Meio fundo.

## Palmarés
- 1900
  - Campeão da Europa de meio fundo
- 1903

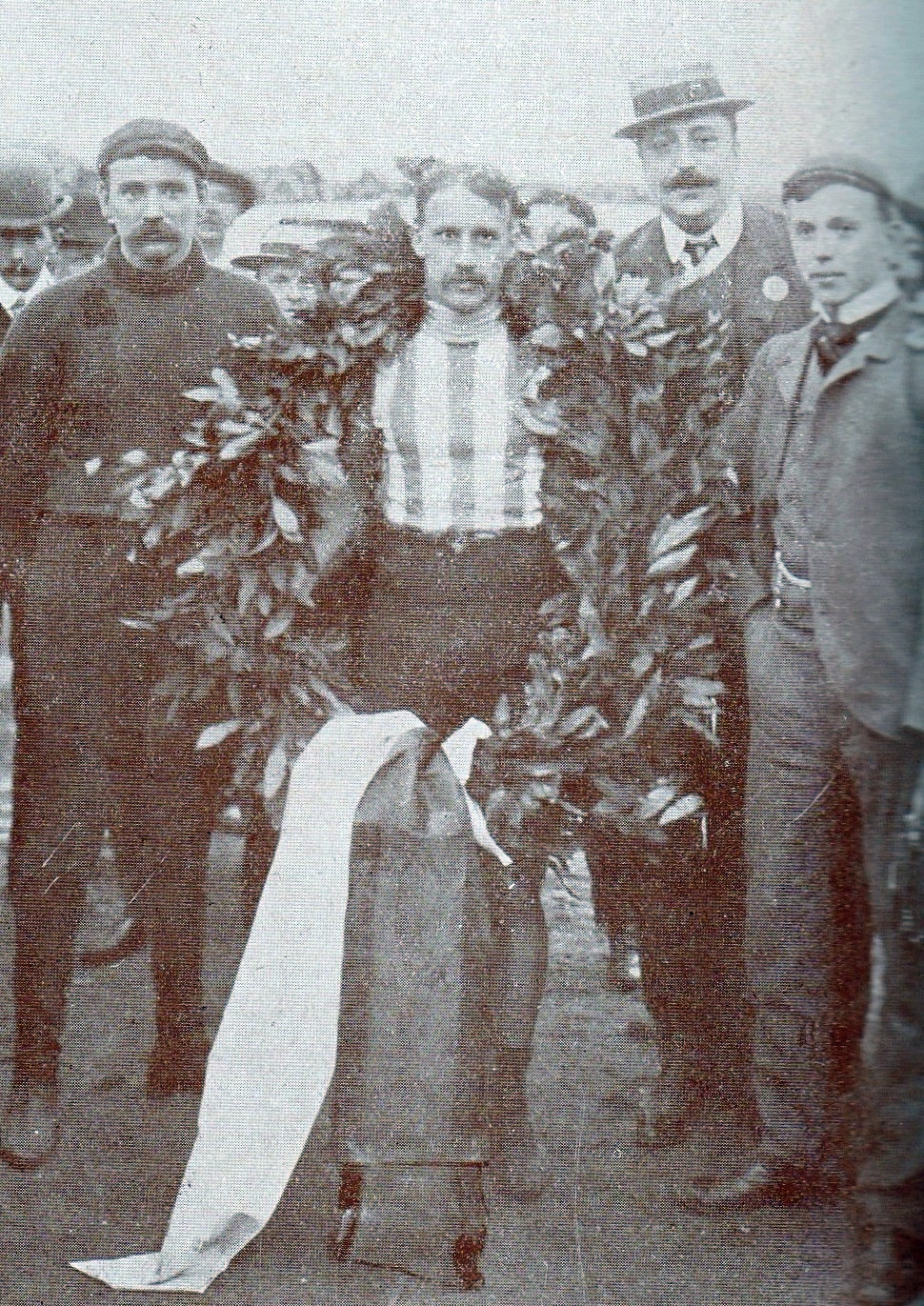
Campeão do mundo de meio fundo

  - Campeão do mundo de meio fundo